# Grundmauer

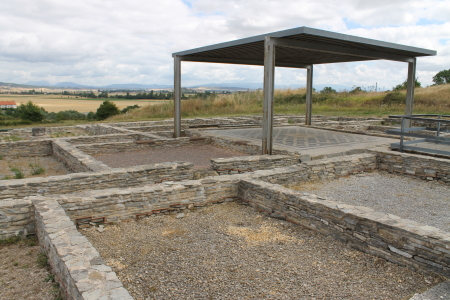
Grundmauern einer römischen Villa bei Iruña de Oca, Baskenland

Die Grundmauer ist der unter der Erde liegende, das heißt im Grund stehende Teil der Mauer eines Bauwerks. Sie ruht entweder auf dem Fundament  oder bildet als Fundamentmauer bzw. Streifenfundament selber die Gründung. Der symbolische Grundstein eines Bauwerks ist oft Teil der Grundmauer.
Grundmauern aus Naturstein und Beton schützen vor aufsteigender Feuchtigkeit. Mauern aus Ziegeln oder anderem kapillar leitfähigem Material werden mit Zwischenlagen aus Bitumen versehen, die als Horizontalsperre dienen. Der archäologische Begriff ist Stereobat.

## Konstruktion

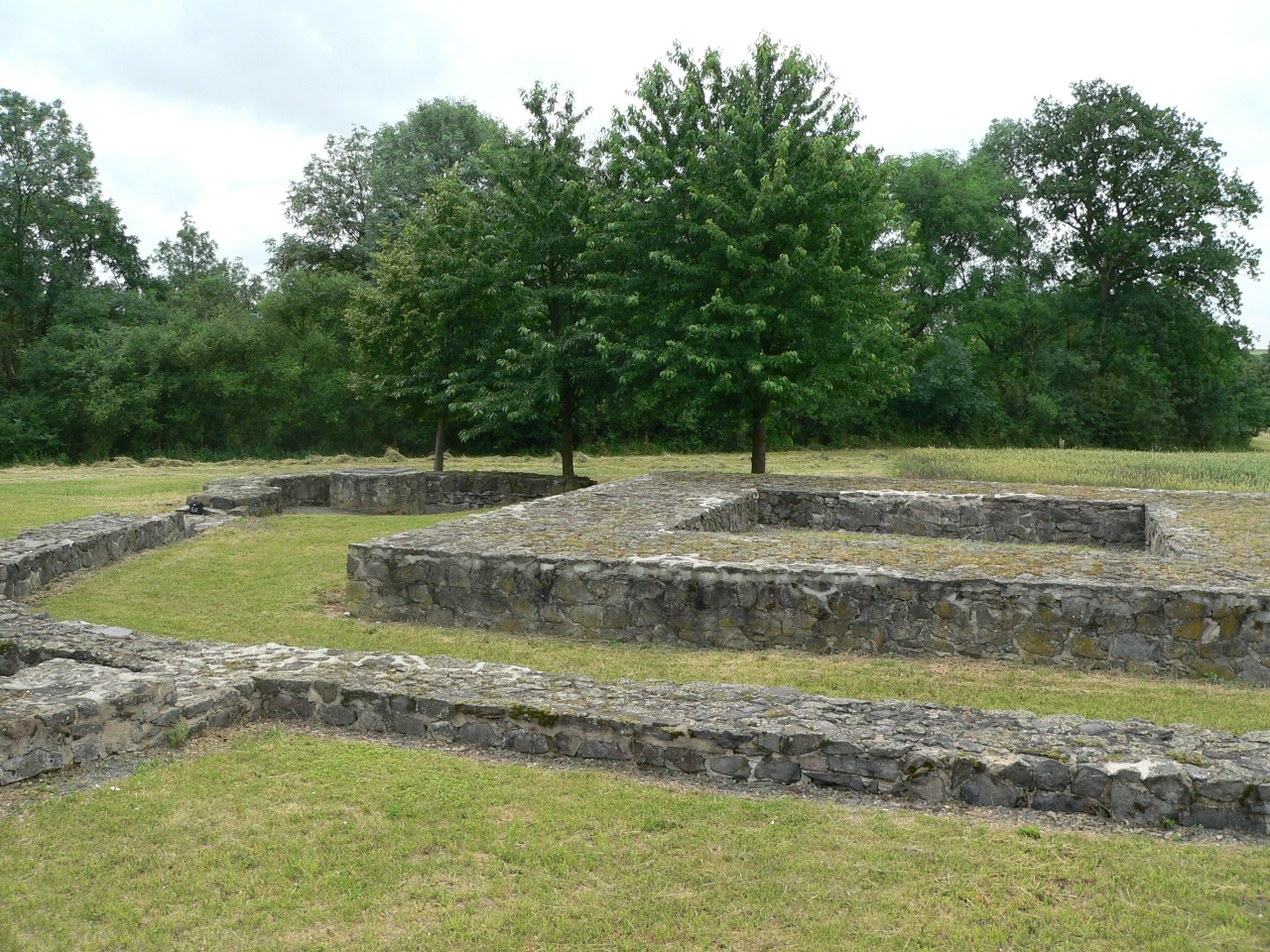
Grundmauern des Bergfrieds der Arnsburg

Für die Grundmauer wird zunächst ein „Grundgraben“ („Fundamentgraben“) ausgehoben. Die Breite des Mauerfußes der Grundmauer wird auf den Baugrund abgestimmt. Die Mauer liegt auf dem gewachsenen Boden oder auf einem künstlichen Rostwerk, das aus querliegenden Balken besteht, die gegebenenfalls selber auf eingerammten Pfählen ruhen. Zum Höhenausgleich wurde der Rost mit Lehm belegt, um die erste Steinlage gleichmäßig aufliegen zu lassen. Auch die unterhalb der Erdoberfläche befindlichen Steinlagen wurden häufig mit Lehmmörtel vermauert. Sofern mit stauender Feuchte gerechnet werden muss, ist bis zum frostfreien Bereich jedoch für größere Belastungen ein hydraulisch abbindender Mörtel vorzuziehen.
Die aufgehenden Wände des Bauwerks über der Grundmauer wurden – je nach Bauaufgabe oder Region – mit verschiedenen Materialien errichtet (Stampflehm, Fachwerk, Lehmziegel, Bruchstein, Ziegelstein etc.)

## Redensart
Besonders bei alten Ruinen – z. B. bei Römischen Villen (villae rusticae) oder bei mittelalterlichen Bauten – findet man meist nur noch die Grundmauern vor. Dadurch, dass sie in der Erde verborgen waren, konnten Feuer und Witterung ihnen nichts anhaben.
Daher stammt auch die Redensart: „Bis auf die Grundmauern abgebrannt“.